# Zadzim
Zadzim – wieś w Polsce położona w województwie łódzkim, w powiecie poddębickim, w gminie Zadzim. Leży ok. 15 km na północny zachód od Szadku, przy starym szlaku handlowym, łączącym Sieradz z Łęczycą.
Miejscowość jest siedzibą gminy Zadzim, parafii św. Małgorzaty oraz ważnym ośrodkiem usługowo-handlowym.
W miejscowości istnieje straż pożarna, która została założona w 1902 roku.

## Historia
Pierwsza pisana wzmianka o wsi pochodzi z 1386 r. Gniazdo rodu Zadzimskich, którzy zapewne postawili tu drewniany kościół wspomniany na pocz. XV w. W przeszłości Zadzim należał także do Zaleskich z Otoka, Radomickich, Sapiehów, Lubomirskich. W XVI w. dobra zadzimskie podzielono na 3 działy: Wolę Zaleską, Wolę Sypińską i Wolę Zadzimską (obecnie Wola Flaszczyna). W XVIII w. były one własnością Dąmbskich z Lubrańca (Józef Kazimierz hr. z Lubrańca Dąmbski był wojewodą sieradzkim w latach 1756–1766), a potem Jarocińskich.
6 września 1939 wkraczający do wsi żołnierze Wehrmachtu zamordowali 5 osób, w tym 4 mieszkańców wsi. W 1943 Niemcy wprowadzili nazwę okupacyjną Scharhausen.
W latach 1975–1998 miejscowość położona była w województwie sieradzkim.

## Zabytki
W centrum wsi stoi murowany późnorenesansowy kościół pw. św. Małgorzaty, wzniesiony w latach 1640–1642, na miejscu poprzedniego wzmiankowanego w 1416 Fundatorem obecnego kościoła był Aleksander z Otoka Zaleski herbu Dołęga, podsędek sieradzki i referendarz koronny. Jego portret w całej postaci z napisem i datą 1647 wisi w kościele. Jest to kościół murowany, jednonawowy, z wieżą przykrytą barokowym hełmem. Na styku ściany i czworobocznej wieży – cylindryczna wieżyczka z kluczowymi otworami strzelniczymi, mieszcząca obecnie klatkę schodową na chór, którą wg tradycji identyfikuje się z basztą obronną – pozostałością dawnego kościoła. Wewnątrz sklepienie kolebkowe z lunetami o późnorenesansowej dekoracji stiukowej typu kalisko-lubelskiego. Z prezbiterium do zakrystii wejście prowadzi przez marmurowy, wczesnobarokowy portal z 1642 r. Wyposażenie wnętrza głównie barokowe – z XVI i XVII w. Cenne nagrobki z XVI i XVII w., wśród nich marmurowy, renesansowy nagrobek z miedzianą tablicą, przeniesiony z poprzedniego drewnianego kościoła, Jana i Katarzyny Bużeńskich, wykonany w 1554 r., płyta nagrobna z piaskowca rodziny Rudnickich h. Lis, wystawiona w latach 80. XVI wieku przez Jana Rudnickiego, chorążego sieradzkiego z herbami: Lis, Grzymała, Budzisz i nieczytelnym – pierwotnie w posadzce kościoła. 
Przy drodze do Pęczniewa park podworski (ok. 7,7 ha), założony w poł. XVIII w. przez Karola Dąmbskiego, pułkownika wojsk koronnych na planie herbu koronnego – Godziemba. Zachowały się aleje grabowe, pomnikowe okazy dębów szypułkowych, jesionów, lip, kasztanowców i modrzewi europejskich. Po starym cmentarzu (na granicy parku, od strony wsi), pozostał już tylko grób Jarocińskich i mogiła nieznanego powstańca z 1863 r., który zmarł z ran w miejscowym dworze. Mogiła ta została odtworzona w 1990 r. dzięki Kalinie Kowalczewskiej z Woli Flaszczyny. W parku zachował się piętrowy dwór neoklasycystyczny z poł. XIX w., zbudowany przez Wojciecha Jarocińskiego, z wnętrzem przekształconym przebudową.

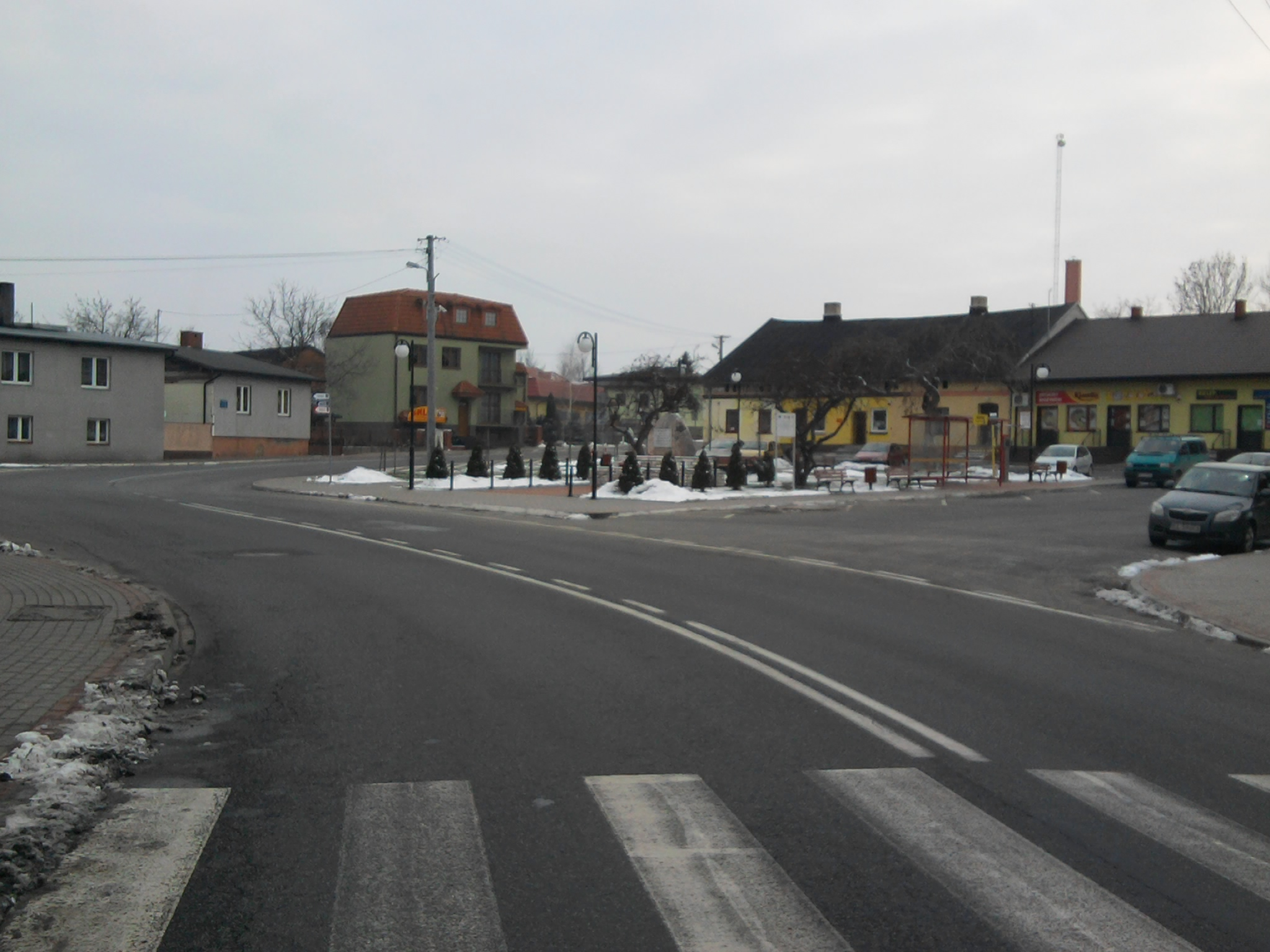
Rynek w Zadzimiu

Według rejestru zabytków NID na listę zabytków wpisane są obiekty:
- kościół parafialny pw. św. Małgorzaty, 1640-42, nr rej.: 718 z 21.10.1967
- zespół pałacowy, XVIII-XIX w.:
  - pałac, nr rej.: 375-XIII-37 z 21.12.1946 oraz 1/86 z 1.1986
  - park, nr rej.: 375-XIII-37 z 29.11.1957 oraz 100 z 21.10.1967